# Badia a Coltibuono
Badia a Coltibuono is een klooster in de gemeente Gaiole in Chianti in de provincie Siena, Toscane, Italië. Het klooster is in 1051 gebouwd door Vallombrosa-monniken van een Benedictijnen-Orde en is een van de oudste kloosters van Toscane. De naam van het klooster betekent 'abdij van de goede oogst'. Vermoedelijk werd de locatie al bewoond door de Etrusken. 
De monniken legden wijngaarden aan en plantten olijfbomen. In 1107 overleed de monnik Benedetto Ricasoli in het klooster; zijn relikwieën liggen onder het hoofdaltaar bewaard. In de 15e eeuw stond het klooster onder bescherming van Lorenzo I de' Medici en het klooster maakte toen een bloeiperiode door.
In 1807 werd Toscane aan Frankrijk toegevoegd en in 1810 werd het klooster opgeheven en moesten de monniken vertrekken. Een jaar later werd het in een loterij verkocht. In 1846 werd het klooster gekocht door Michele Giuntini, een voorouder van de huidige eigenaren, de familie Stucchi Prinetti.
Anno 2019 is het klooster een gerenommeerd wijngoed, bekend om onder andere zijn Chianti-wijn en olijfolie. 

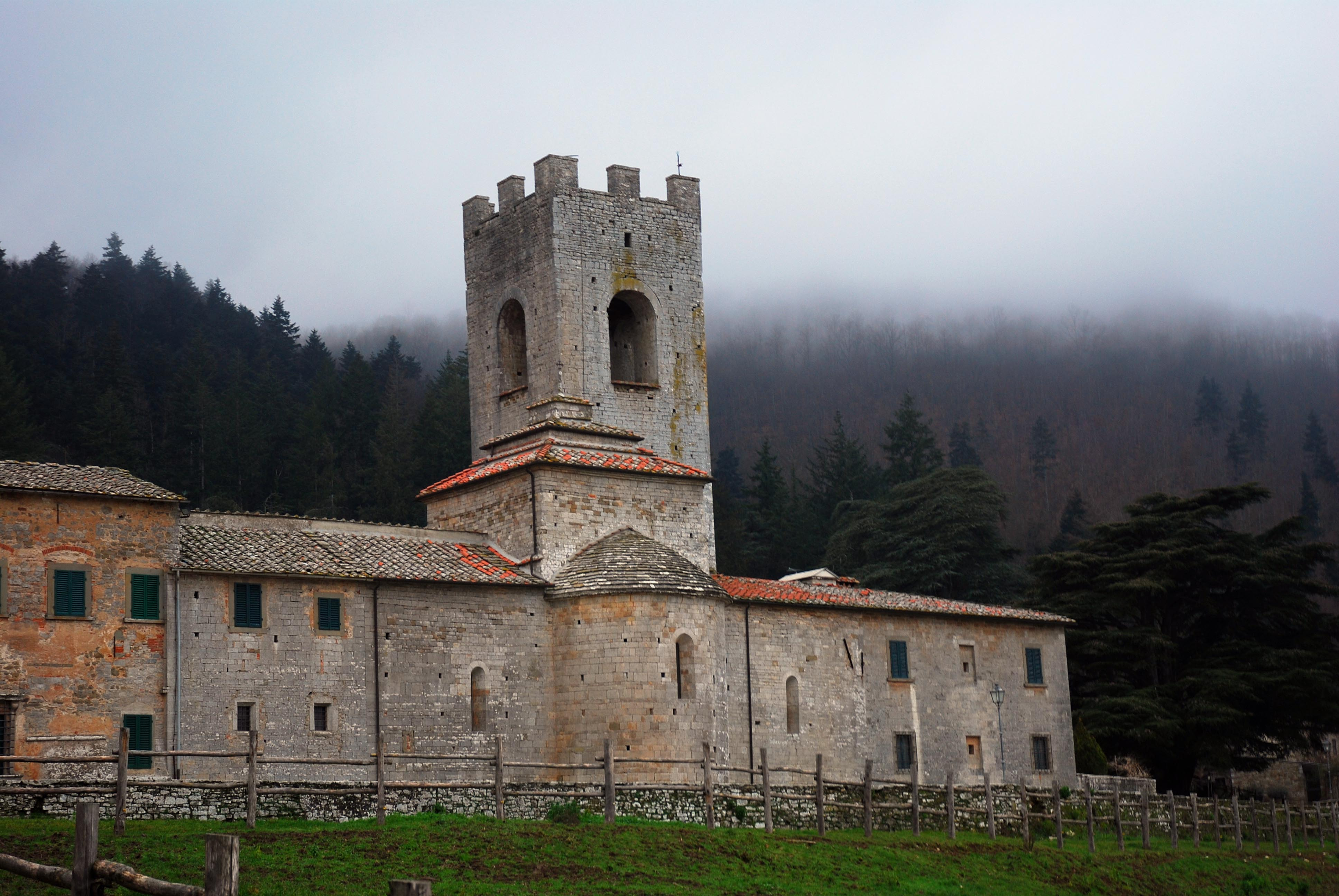
Badia a Coltibuono